# Tarasovova divize
Tato divize KHL byla vytvořena v roce 2008 jako součást inaugurace ligy. Je to jedna ze 4 divizí a části západní konference od druhé sezóny KHL, kdy byly stanoveny konference. Divize byla pojmenována po  Anatoliji Tarasovovi.

## Vítězové divizí
- Kontinentální hokejová liga 2008/2009:  CSKA Moskva
- Kontinentální hokejová liga 2009/2010:  HK MVD Balašicha
- Kontinentální hokejová liga 2010/2011:  Lokomotiv Jaroslavl
- Kontinentální hokejová liga 2011/2012:  Torpedo Nižnij Novgorod
- Kontinentální hokejová liga 2012/2013:  CSKA Moskva
- Kontinentální hokejová liga 2013/2014:  HK Dynamo Moskva
- Kontinentální hokejová liga 2014/2015:  CSKA Moskva
- Kontinentální hokejová liga 2015/2016:  CSKA Moskva
- Kontinentální hokejová liga 2016/2017:  CSKA Moskva
- Kontinentální hokejová liga 2017/2018:  CSKA Moskva
- Kontinentální hokejová liga 2018/2019:  CSKA Moskva
- Kontinentální hokejová liga 2019/2020:  CSKA Moskva
- Kontinentální hokejová liga 2020/2021:  CSKA Moskva
- Kontinentální hokejová liga 2021/2022:  CSKA Moskva
- Kontinentální hokejová liga 2022/2023:  CSKA Moskva
- Kontinentální hokejová liga 2023/2024:  HK Dynamo Moskva
- Kontinentální hokejová liga 2024/2025:

## Počet titulů v Tarasovově divizi
| Tým                     | Počet | Roky |
| ----------------------- | ----- | --- |
| CSKA Moskva             | 11    | 2008/2009, 2012/2013, 2014/2015, 2015/2016, 2016/2017, 2017/2018, 2018/2019 2019/2020, 2020/2021, 2021/2022, 2022/2023 |
| HK Dynamo Moskva        | 2     | 2013/2014, 2023/2024                                                                                                   |
| Lokomotiv Jaroslavl     | 1     | 2010/2011 |
| Torpedo Nižnij Novgorod | 1     | 2011/2012 |
| HK MVD Balašicha        | 1     | 2009/2010 |